# 과학 판타지
과학 판타지(Science fantasy)는 공상 과학 소설의 요소와 판타지의 요소를 혼합한 소설의 장르이다.
정통적인 SF와는 거리가 먼 이 장르는, 과학 소설의 이름만 빌린 B급 액션 활극으로 치우치는 경우도 허다하며, 모험 SF(Adventure fantasy)나 우주서사극(Space epics)이라는 이름으로도 불리고 있다.

## 하위 장르

### 죽은 지구와 종말물
- 죽은 지구
- 종말물

### 행성 로맨스(Planetary romance)
- en:Planetary romance

### 검과 행성(Sword and planet)
- en:Sword and planet

### 스팀펑크
- 스팀펑크 - 스팀펑크는 과학 판타지의 하위 장르지만, SF의 하위 장르가 또한 될 수 있다.

## 같이 보기
- 디젤펑크
- 다잉 어스
- 스팀펑크